# Miguel Ramos Carrión
Miguel Ramos Carrión (Zamora, 17 de mayo de 1848-Madrid, 8 de agosto de 1915) fue un dramaturgo, periodista y humorista español. 

## Biografía

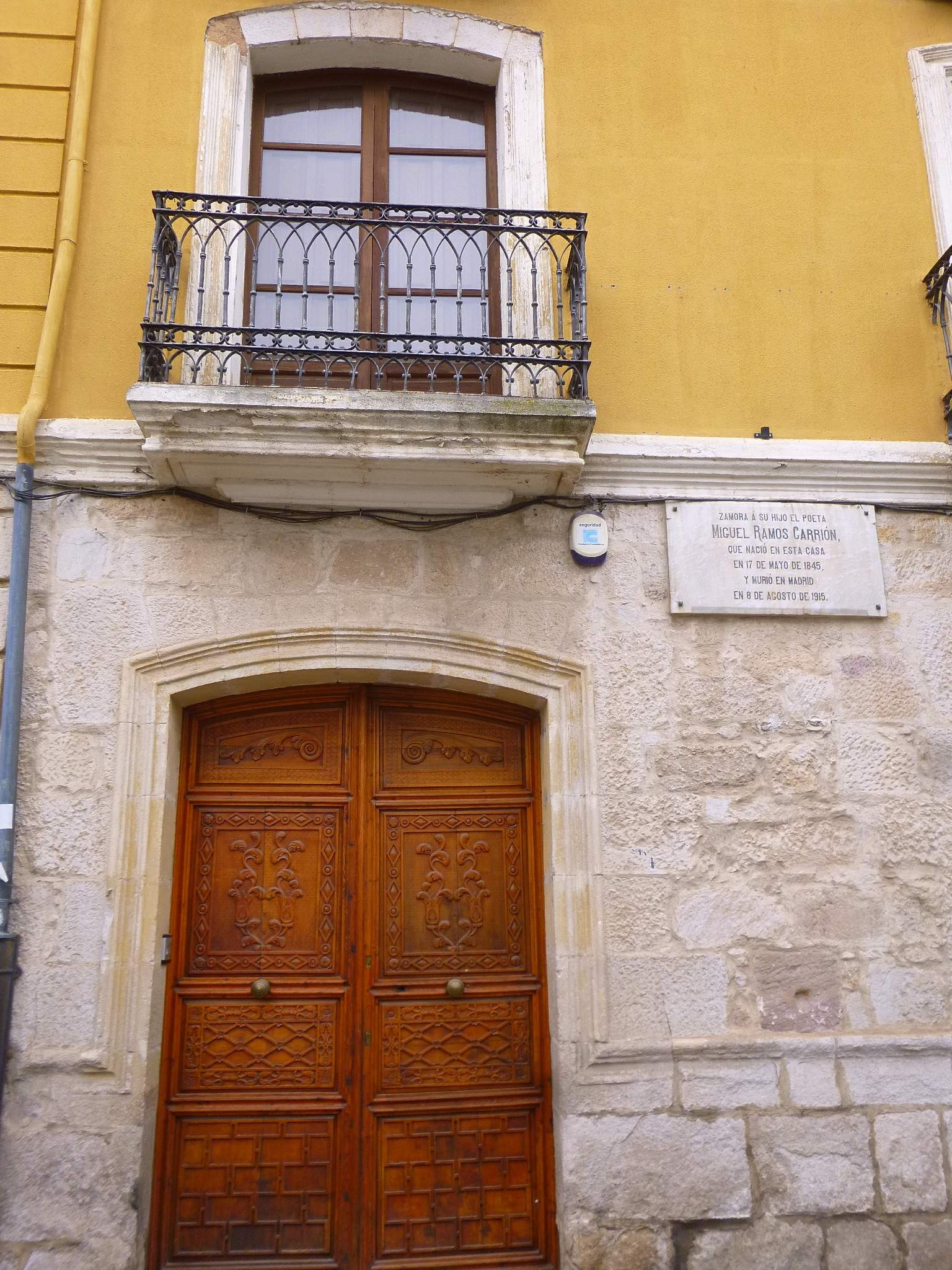
Casa natal de Ramos Carrión en la calle de Zamora que hoy lleva su nombre

Nacido el 17 de mayo de 1848 en Zamora, empezó a colaborar en El Museo Universal, semanario muy leído que dirigía este gran dramaturgo del Romanticismo.
Fundó el semanario satírico Las Disciplinas y sus chascarrillos, versos jocosos, cuentos humorísticos llenaron las páginas de Madrid Cómico, Blanco y Negro, El Moro Muza (de La Habana), El Fisgón, Jeremías, La Publicidad y La Libertad, entre otras publicaciones periódicas. Usó los seudónimos Boabdil el Chico y Daniel.

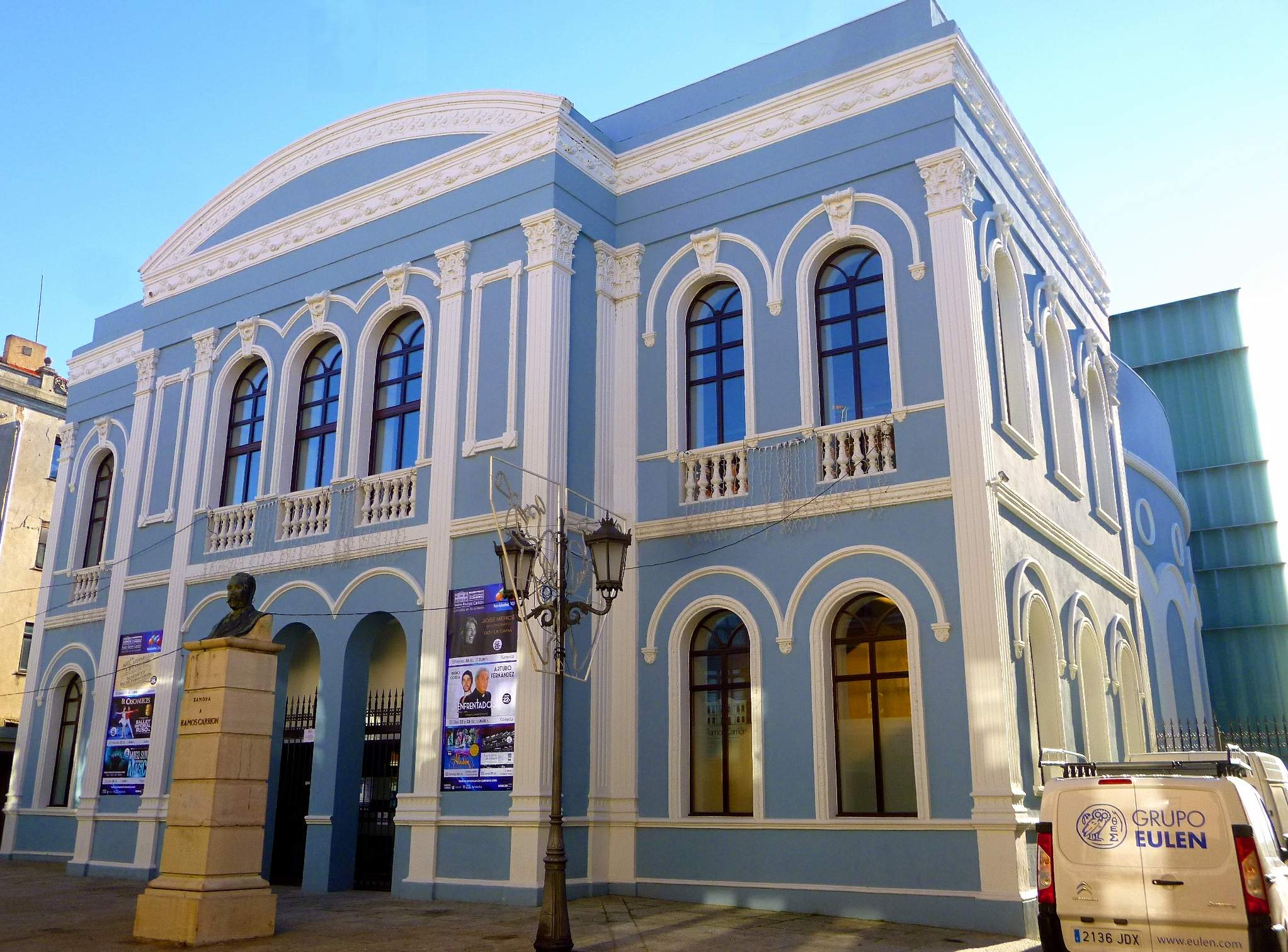
El Teatro Ramos Carrión y el monumento al literato en su Zamora natal

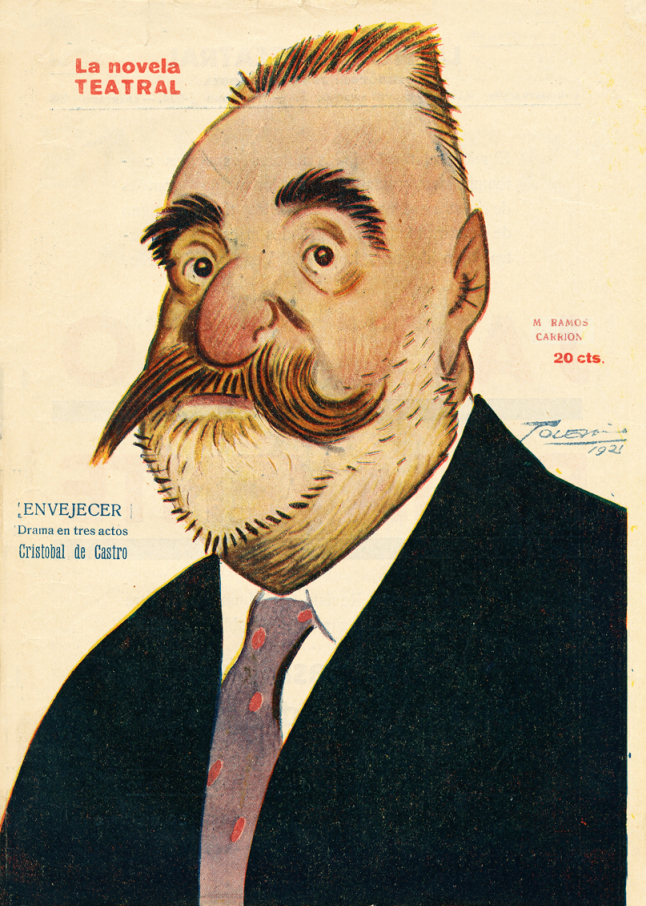
Caricaturizado por Tovar (1921)

Su primera obra, escrita mano a mano con Eduardo Lustonó, se la aceptó el empresario Francisco Arderíus, que la estrenó en el Variedades (conocido en aquel tiempo como teatro «De los Bufos») el año 1866. La pieza se titulaba Un sarao y una soirée y obtuvo un éxito muy halagüeño. Desde entonces se dedicó a escribir para el teatro y sus éxitos se sucedieron durante cincuenta años, escribiendo en total cerca de setenta obras, algunas en solitario y otras en colaboración. Su última obra se titula Mi cara mitad, y fue representada en 1908 en el teatro Lara. Falleció el 8 de agosto de 1915 en Madrid.  La ciudad de Zamora le honra con el nombre de una calle céntrica, así como el Teatro Ramos Carrión.
Se especializó en comedias y zarzuelas y colaboró con autores como Vital Aza, con quien formó uno de los dúos de dramaturgos cómicos más famosos de su época, con obras como Los sobrinos del Capitán Grant, El chaleco blanco, La tempestad, Agua, azucarillos y aguardiente, La bruja, El noveno mandamiento, La careta verde y La mamá política, entre otras, traducidas muchas de ellas al francés, alemán, inglés, sueco, portugués, italiano y hasta al esperanto; con Eduardo Lustonó, Eusebio Blasco, Salvador María Granés, Carlos Coello, Pina Domínguez, José Campo-Arana, Estremera o Antonio Ramos Martín, su hijo, nacido en 1885, licenciado en Filosofía y Letras, bibliotecario del Casino de Autores y secretario de la Sociedad de Autores y su Montepío, y como dramaturgo dedicado principalmente al sainete. Ramos Carrión tuvo también otro hijo dramaturgo, José Ramos Martín, nacido en 1892, que fue también periodista.
Los títulos más conocidos de Ramos Carrión son las zarzuelas Agua, azucarillos y aguardiente (1897), con música de Federico Chueca, Un sarao y una soirée (1866, con Lustonó), La gallina ciega, Los sobrinos del capitán Grant, etc. Aparte de con Chueca, trabajó también con los compositores Caballero, Ruperto Chapí y Arrieta.
Una versión de su obra El noveno mandamiento fue llevada a la pantalla por Enrique Carreras en 1963.